# Rehburg-Loccum
Rehburg-Loccum là một đô thị có cự ly 50 km về phía tây bắc Hanover và thuộc huyện Nienburg trong bang Niedersachsen, nước Đức. Đô thị Rehburg-Loccum có diện tích 99,99 km².
Rehburg-Loccum giáp hồ Steinhude. Các thành phố gần nhất là Wunstorf và Neustadt ở huyện Hanover, Petershagen/Weser ở huyện Minden-Lübbecke/Nordrhein-Westfalen, Landesbergen ở huyện Nienburg, và Niedernwöhren, Sachsenhagen ở huyện Schaumburg.

### Các khu vực dân cư
Rehberg-Loccum được lập năm 1974 từ thành phố Rehburg và các làng kế bên Loccum, Münchehagen, Bad Rehburg, và Winzlar.